# Кревинский диалект
Креви́нский диале́кт (латыш. krieviņu dialekts) — мёртвый диалект водского языка, который в свою очередь принадлежит к прибалтийско-финской ветви финно-угорских языков. Говорящие на нём были известны под латышcким экзоэтнонимом кревинги.

## Характеристика
Период существования кревинского диалекта длился примерно 400 лет, с разделения водского языка около 1445 года, до вымирания диалекта около середины XIX века. К примеру в 1846 году известный лингвист Андрей Шёгрен обнаружил к югу от г. Митава около десятка кревингов, сохранявших еще смутное воспоминание о языке своих предков. Область его распространения охватывала Земгалию, район Бауски и далее к юго-востоку до границы с Великим княжеством Литовским. Количество говоривших могло составлять самое большее несколько тысяч человек.
Предки кревинов были около 1445 года по приказу ландмейстера Тевтонского ордена в Ливонии Генриха Винке фон Оверберга (нем. Heinrich Vincke von Overberg), который находился в состоянии войны с Новгородом, переселены как военнопленные из западной Ингерманландии, принадлежавшему Новгороду району поселения води, на территорию современной южной Латвии, чтобы участвовать в строительстве направленной против Литвы пограничной крепости Бауске, а также чтобы заселить в то время ещё ненаселённую приграничную область.
Латышское население называло эту часть води кревинами (латыш. kreewine), что происходит от kreews (в старой орфографии) или krìevs — русский, с прибавлением уменьшительного суффикса -iņš, мн.ч. -iņi. Таким образом, это имя отражает взгляд латышей на происхождение кревинов (от kreewu semme — «земля русских»). Это иностранное название стало у кревинов самоназванием.
Языковой материал кревинского диалекта является важным для реконструкции истории водского языка, так как он не обнаруживает некоторых характерных черт водского (например, аффрикатизации k > c перед передним гласным) и так как он не испытал такого сильного влияния других прибалтийско-финских языков (хотя с другой стороны находился под сильным влиянием латышского языка).

## Криевингский язык
В сравнительном словаре встречаются отдельные слова на Кревинго-Ливонском языке:
Берег — Кранта
Брат — Бралисъ
Брак — Кацасъ
Брови — Антикки
Брюхо — Ведарсъ
Боль — Лигга
Борода — Барида
Ветер — Весцъ
Весна — Кеваде
Вечер — Вакарсъ
Вихрь — Віэсулсъ
Время — Лаисъ
Вода — Уденсъ
Вкус — Гмекіате
Воздух — Гайсасъ
Вопль — Саукдайусгауцасъ
Волны — Бангасъ
Власть — Валдечине, Гвалтъ
Высота — Аурету
Глас — Атце
Год — Гадсъ
Голос — Балса
Гора — Калнсъ
Горло — Гіаркле, Ксурле
Град — Крусса
Грязь — Саваляіамсъ
Глина — Мексли
Глубина — Дцилецъ
День — Дізна
Дерево — Прэде
Дыра — Каурумсъ
Дитя — Берсъ
Дождь — Ліэтусъ
Дочь — Тюта
Долина — Лайя
Длина — Гарецъ
Жара — Карстъ
Жизнь — Дзивиба
Зелень — Целсцъ
Земля — Земме
Звезда — Зваиздниесъ
Зима — Тола
Зуб — Собсъ
Золото — Целтсъ
Зрение — Веидсъ
Имя — Вардс
Человек — Цилексъ
Пальцы — Пиретесъ
Пар — Тваисъ
Песок — Смилитесъ
Плечо — Плекцусъ
Пыль — Дулкесъ
Ров — Кавли
Рост — Аугти
Рука — Руки
Сестра — Мааса
Сердце — Сирде
Спина — Муггуръ
Слово — Лаика, Вардзъ
Слух — Дцирдели
Смерть — Сміертис
Сон — Сапніе
Солнце — Сауле
Соль — Сале
Стужа — Аустумс
Сила — Стиппрусъ
Снег — Сніэгсъ
Трава — Зале
Труд — Суслисъ
Обоняние — Ацисцъ
Осень — Сынше
Осязание — Ютусъ
Камень — Акменсъ
Кол — Міэтсъ
Колено — Целлисъ
Кость — Каулсъ
Кровь — Ассиниіэ
Крик — Таисауицъ
Круг — Ринксу
Кожа — Ада
Лето — Вассара
Лес — Мешъ
Лёд — Леддусъ
Лучь — Спидумсъ, Струкле
Локоть — Элкуне
Любовь — Миліа
Молния — Зайба
Море — Юра
Мочь — Валле
Небо — Дангусъ
Нос — Дегонсъ
Ночь — Накте
Молоко — Піансъ
Мясо — Галіа
Нога — Кая
Мальчик — Ваикелисъ
Ногти — Нагги
Река — Уппа
Серебро — Судрабсъ
Чудо — Таидиви
Шея — Паклусъ
Ширина — Платсъ
Шум — Думписъ, Саюксана
Щёки — Скрости
Холм — Каугарисъ
Утро — Рытсъ
Язык — Меле
Яма — Каурумъ